# Tobber
Tobber is de huiskat van Donald Duck. 

## Achtergrond
Hij verscheen hoofdzakelijk in de jaren 60 en 70 in het weekblad Donald Duck. Tobber verscheen vooral in verhalen waarin Diederik Duck meedeed, waarin hij in gedachten commentaar geeft op hoe makkelijk Donald zich laat leiden door Diederik. 
In 1964 trad Tobber voor het eerst op, in het verhaal The Health Nut, waar ook Diederik Duck zijn intrede maakt. Dit verhaal werd geschreven door Dick Kinney en getekend door Al Hubbard. Het is een studio-verhaal dat werd gemaakt voor de Europese markt.